# Chalcodermus bondari
Chalcodermus bondari – gatunek chrząszcza z rodziny ryjkowcowatych.

## Zasięg występowania
Ameryka Południowa, notowany w Argentynie oraz w Brazylii.

## Budowa ciała
Przednia krawędź pokryw nieznacznie szersza od przedplecza. Na ich powierzchni wyraźne, bardzo grube punktowanie. Przedplecze szerokie, okrągławe w zarysie w tylnej części, z niewyraźną, skierowaną ku przodowi ostrogą, z przodu mocno zwężone; na całej jego powierzchni charakterystyczny rysunek tworzony przez szerokie, regularne bruzdy rozchodzące się łukowato z jednego punktu w centralnej części ku przodowi.
Ubarwienie ciała czarne, połyskujące.